# Gran huracán de 1780
El Gran Huracán de 1780, Huracán San Calixto o Gran Huracán de las Antillas fue el ciclón tropical más mortífero del hemisferio occidental. Se estima que 22.000 personas murieron en las Antillas Menores cuando la tormenta pasó por las islas entre el 10 y el 16 de octubre. Se desconocen los detalles sobre la trayectoria y la fuerza del huracán, ya que la base de datos oficial de huracanes del Atlántico solo se remonta a 1851.
El huracán golpeó Barbados probablemente como un huracán de categoría 5, con al menos una estimación de ráfagas de viento de hasta 320 km/h, antes de pasar por Martinica, Santa Lucía y San Eustaquio, y causar miles de muertes en esas islas. Al llegar en medio de la Guerra de Independencia de los Estados Unidos, la tormenta causó grandes pérdidas a la flota británica que luchaba por el control del área, lo que debilitó significativamente el control británico sobre el Atlántico. El huracán luego pasó cerca de Puerto Rico y sobre la parte oriental de La Española, causando graves daños cerca de las costas. Finalmente giró hacia el noreste y fue observado por última vez el 20 de octubre al sureste del Atlántico de Canadá.
El número de muertos causado por el Gran Huracán supera por sí solo el de muchas décadas enteras de huracanes del Atlántico. Las estimaciones son significativamente más altas que las del huracán Mitch de 1998, la segunda tormenta más mortal del Atlántico, para la que las cifras son probablemente más precisas. El huracán formó parte de la desastrosa temporada de huracanes del Atlántico de 1780, con otras dos tormentas mortales ocurridas en octubre.

## Historia meteorológica

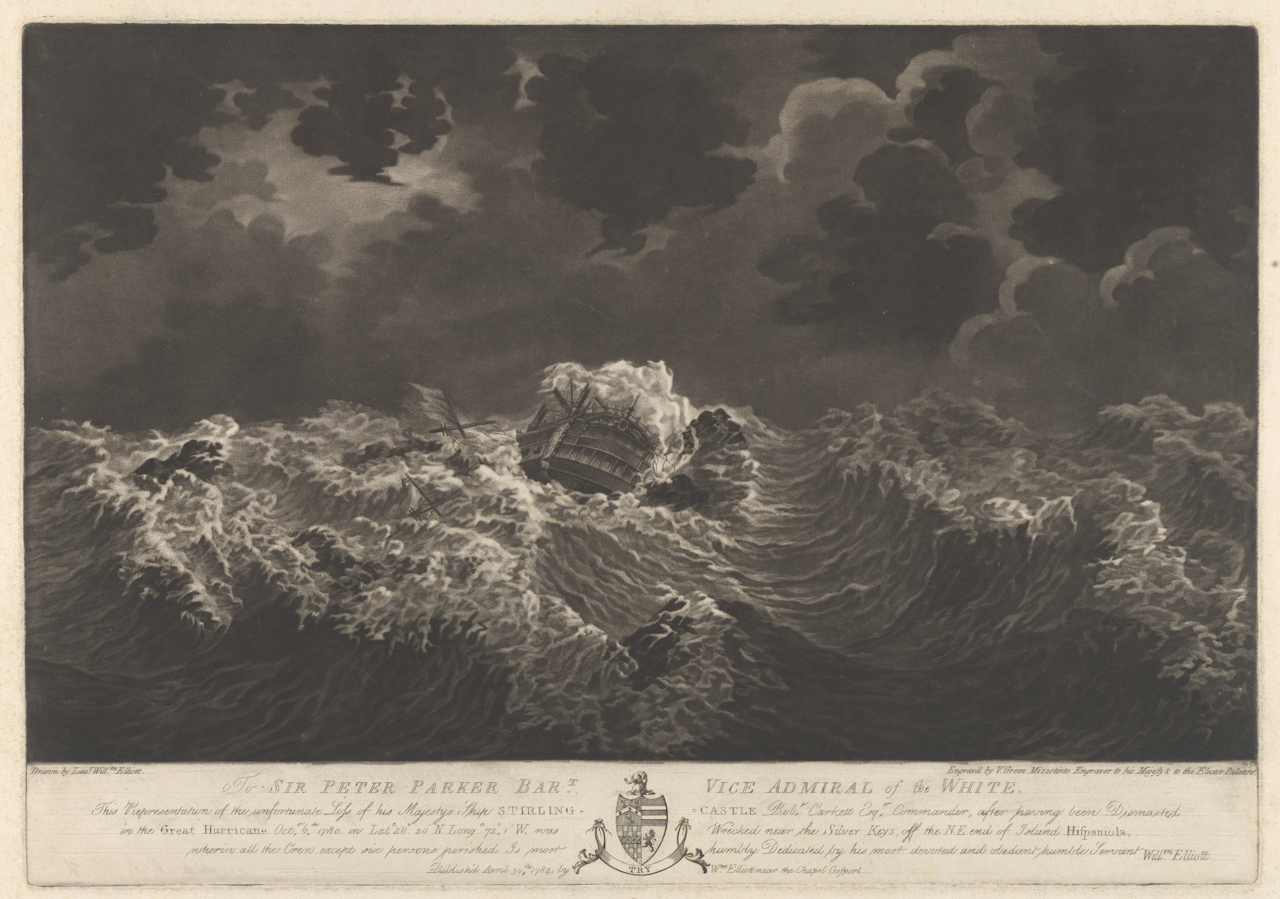
Dibujo con la siguiente descripción: "La desafortunada pérdida del HMS Stirling Castle después de haber sido destrozado por el Gran Huracán del 6 de octubre de 1780, naufragó cerca de Silver Keys, frente al extremo NE de la isla La Española", pintado por William Elliott y Valentine Green.

Este huracán fue encontrado por primera vez por un barco en el este del mar Caribe, pero probablemente se desarrolló a principios de octubre en el este del océano Atlántico frente a las islas de Cabo Verde. El sistema se fortaleció y expandió a medida que avanzaba lentamente hacia el oeste y comenzó a afectar a Barbados a última hora del 9 de octubre. A última hora del 10 de octubre, el peor huracán pasó sobre la isla, con al menos una estimación de vientos de hasta 200 mph (320 km). Durante el aterrizaje, que es más alta que cualquier otra velocidad de viento sostenida de 1 minuto en la historia registrada de la cuenca del Atlántico. Temprano el 11 de octubre, el huracán viró hacia el noroeste a unos 90 kilómetros (56 millas) al este de Santa Lucía, y más tarde esa noche se acercó a la isla de Martinica. El ciclón se debilitó gradualmente a medida que pasaba hacia el suroeste de Dominica a principios del 12 de octubre y posteriormente golpeó la isla de Guadalupe.
Después de golpear Guadalupe, el huracán viró al oeste-noroeste, pasando a unos 145 km (90 millas) al suroeste de Saint Kitts. El huracán se acercaba constantemente a Puerto Rico en paralelo a la costa sur, y el 14 de octubre hizo su punto de aproximación más cercano, a la parte suroeste de la isla. Posteriormente giró hacia el noroeste, atravesando el Pasaje de la Mona antes de tocar tierra cerca de la actual provincia de Samaná, República Dominicana. A última hora del 15 de octubre, llegó al Océano Atlántico y después de pasar unos 260 km (160 millas) al este de la isla Grand Turk; se estima que se volvió hacia el noreste. El huracán pasó 240 km (150 millas) al sureste de las Bermudas el 18 de octubre y fue observado por última vez dos días después, a unos 475 km (295 millas) al sureste de Cape Race, Terranova, Canadá.
El 19 de octubre, se registraron fuertes vientos y mareas altas en la provincia británica de Florida Oriental (la parte noreste de la Florida actual). Christopher W. Landsea y Al Sandrik, empleados de NOAA, escriben que es posible que el huracán pasara mucho más cerca de la provincia de lo que se pensaba. Otra posibilidad considerada fue una extensión a un huracán en el Mar Caribe occidental. Debido a la falta de datos, se desconoce la trayectoria exacta del Gran Huracán.

## Recorrido de la tormenta

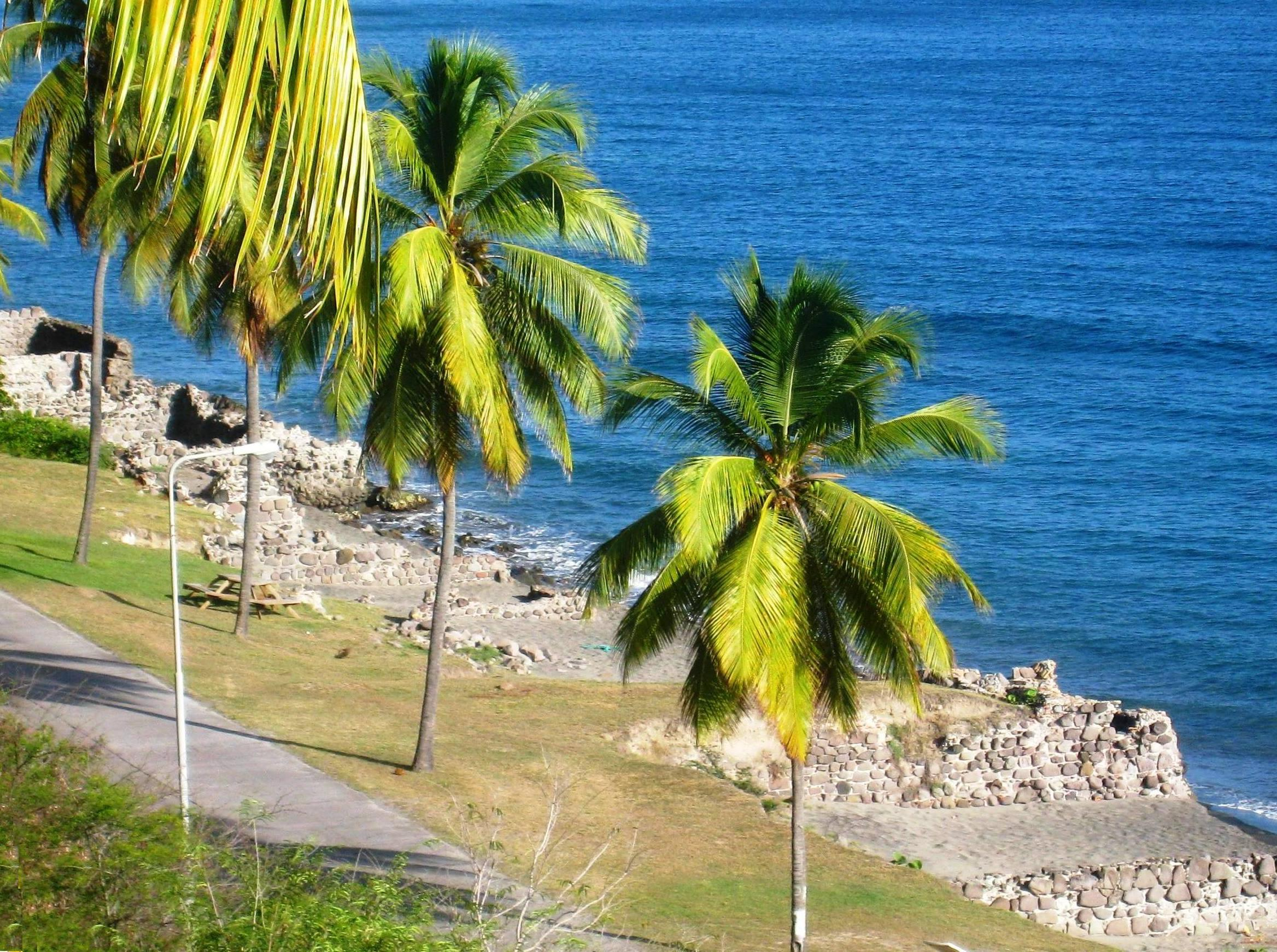
Los almacenes en la playa de San Eustaquio fueron destruidos por el huracán.

La tormenta se originó en la zona de Cabo Verde y tardó dos días en llegar a Barbados. Allí los relatos de la época cuentan que el viento era tan violento que gritando no se podían oír ni ellos mismos y que arrancó la corteza de los árboles antes de tirarlos. Todas las casas quedaron destrozadas. En Santa Lucía se sabe que una flota británica, que se dirigía desde Nueva York a las Indias Occidentales, perdió ocho naves de guerra, del total de 12 que habían zarpado. Muchos de los barcos que se encontraban en el puerto rompieron sus amarras y acabaron entrando en el pueblo. Uno de estos barcos destrozó el hospital. La isla fue devastada hasta tal punto, que un explorador británico enviado para calibrar los daños, pensó que un terremoto acompañó a la tormenta. En Martinica el terrible huracán causó 9000 muertes, con una marejada ciclónica de 7,6 m de altura. En San Eustaquio, hubo entre cuatro y cinco mil. Después de arrasarlas avanzó hasta Puerto Rico, República Dominicana y Florida. La última vez que se observó fue el 20 de octubre en Terranova, Canadá.

## Nombre del ciclón tropical
La tormenta fue nombrada huracán San Calixto en Puerto Rico porque el ojo del ciclón tocó tierra allí el 14 de octubre, la fiesta cristiana del Papa Calixto I, venerado por la Iglesia católica como san Calixto.  Desde la llegada de los europeos a las Américas en 1492, todas las tormentas y huracanes llevaban el nombre del santo del día en que la tormenta azotó a Puerto Rico; por ejemplo, el huracán San Narciso de 1867, el huracán San Ciriaco de 1899, el huracán San Felipe de 1928 y el huracán San Ciprian de 1932 recibieron su nombre del día festivo en el que azotaron.
En 1953, la Oficina Meteorológica de los Estados Unidos (ahora el Servicio Meteorológico Nacional) comenzó a nombrar a los huracanes con nombres humanos femeninos hasta 1978, cuando ambos nombres de género comenzaron a usarse después de que el control sobre los nombres fue cedido a la Organización Meteorológica Mundial. Sin embargo, fue recién en 1960 que los huracanes dejaron de tener oficialmente nombres de santos en Puerto Rico; los únicos dos ciclones que alguna vez tuvieron un nombre oficial de mujer y un nombre informal de santa fueron el huracán Betsy (Santa Clara, 12 de agosto de 1956) y el huracán Donna (San Lorenzo, 5 de septiembre de 1960).